# Сюэфэншань
Сюэфэн (кит. 雪峰山脉) — горный хребет в центральной и западной части провинции Хунань, Китай. Является водоразделом между реками Цзыцзян и Юаньшуй.

## География
Хребет протянулся на 350 км в направлении с северо-востока на юго-запад, образуя восточную границу Гуйчжоуского нагорья. Высшая точка — гора Суцзыцзянь (кит. 苏宝顶, 1934 м).
Основные горные породы: метаморфические сланцы, кварциты и осадочные песчаники палеозойского возраста.

## История
В мае-июне 1945 года восточные склоны хребта стали ареной заключительного этапа Хунаньской операция. Сражения велись в районах:
- Гаоша
- Цзянкоу
- Цинъянь
- Тешань

## Туризм
На территории хребта расположен:
- Национальный парк "Суншань" (с 2002 г.)
- 3 заповедника провинциального значения
- 17 геологических памятников природы